# 1693 en littérature
| Années de la littérature : 1690 - 1691 - 1692 - 1693 - 1694 - 1695 - 1696    |
| Décennies de la littérature : 1660 - 1670 - 1680 - 1690 - 1700 - 1710 - 1720 |

Cet article présente les faits marquants de l'année 1693 en littérature.

## Événements
- 15 juin : discours de réception de Jean de La Bruyère à l'Académie française qui ravive la Querelle des Anciens et des Modernes. Il est violemment attaqué dans le Mercure Galant. Thomas Corneille et Fontenelle ne lui pardonnent pas de prendre le parti des Anciens (Bossuet, Boileau, La Fontaine), et d'avoir exalté Racine aux dépens de Corneille. La Bruyère réplique à l'article du Mercure dans la préface de son discours, et il se venge de Fontenelle en publiant en 1694 dans la 8e éd. de son livre le caractère de Cydias, dont tout le monde reconnait l'original[1].

- Ouverture du salon de Madame de Lambert[2].

- A la fin de l'année, Fénelon adresse au roi Louis XIV une lettre anonyme dans laquelle il remet en cause sa politique[3].

## Parutions
- 10 avril : achevé d'imprimer de l'ouvrage de Gabrielle Suchon sous le pseudonyme de G. S. Aristophile, Traité de la morale et de la politique, Lyon, B. Vignieu, 1693 (présentation en ligne).
- 1er juin : achevé d'imprimer du Recueil de vers choisis : par le R. P. Bouhours, Paris, George et Louis Josse, 1693 (présentation en ligne) ; il contient les poésies d'Anne de La Vigne dont le sonnet La passion vaincue.
- 29 décembre : achevé d'imprimer de l'ouvrage de Antoine Varillas, Histoire de Henri III, vol. 1, Paris, Claude Barbin, 1693 (présentation en ligne) (deux volumes).
- 1er septembre : achevé d'imprimer du dernier recueil des Fables de La Fontaine (Livre XII, daté de 1694)[4].

- John Locke, Some Thoughts Concerning Education : (« Pensées sur l’éducation »), London, : Printed for A. and J. Churchill, 1693 (présentation en ligne)

- Jacques Esprit, La Fausseté des vertus humaines, Paris, André Pralard, 1693 (présentation en ligne) (réédition posthume).

- Louis-Sébastien Le Nain de Tillemont, Mémoires pour servir a l'histoire ecclésiastique des six premiers siècles, vol. 1, Paris, Charles Robustel, 1693 (présentation en ligne), 16 volumes publiés de 1693 à 1712.

- Charles Plumier, Description des plantes de l’Amérique, Paris, Imprimerie royale, 1693 (présentation en ligne).

- Rouputuan [肉蒲団] (« La Chair comme tapis de prière »), édition xylographique du roman érotique chinois attribué à Li Yu[5].

## Naissance
- 30 août - Marguerite de Launay, baronne Staal, mémorialiste et écrivaine française

## Décès
- 9 avril - Roger de Bussy-Rabutin, écrivain français (né en 1618)
- 25 mai - Madame de La Fayette, femme de lettres française (née en 1634)